# Cyphon nigroflavus
Cyphon nigroflavus es una especie de coleóptero de la familia Scirtidae.

## Distribución geográfica
Habita en  Laos.